# 한국상하수도협회
사단법인 한국상하수도협회(韓國上下水道協會, Korea Water & Wastewater Works Association)는 수도에 관한 조사 연구, 기술 개발, 그 밖에 수도의 건전한 발전을 꾀하기 위하여 수도법에 근거하여 설립된 특수법인으로 환경부 장관의 관리/감독을 받는다. 서울특별시 영등포구 대림로 244 (대림동)에 위치하고 있다.

## 설립 근거
- 수도법 제56조(한국상하수도협회의 설립) ① 수도사업자, 「하수도법」 제18조에 따른 공공하수도관리청, 수도와 관련된 사업을 경영하는 자, 수도와 관련된 학술·연구 분야에 종사하는 자, 그 밖에 대통령령으로 정하는 자는 수도에 관한 조사 연구, 기술 개발, 그 밖에 수도의 건전한 발전을 꾀하기 위하여 한국상하수도협회를 설립할 수 있다.

## 연혁
- 2001년: 한국상하수도협회 창립총회
- 2002년: 1월 21일 한국상하수도협회 발족
- 2002년: 초대 고건 협회장 취임 (서울특별시장)
- 2002년: 제2대 안상영 협회장 취임 (부산광역시장)
- 2003년: 해외전시참관단 운영 및 국제교류 개시
- 2004년: 제3대 및 제4대 허남식 협회장 취임 (부산광역시장)
- 2005년: 단체표준 인증사업 개시
- 2006년: 제5대 및 제6대 오세훈 협회장 취임 (서울특별시장)
- 2007년: 상·하수도 법정의무교육 개시 및 전문교육 본격 시행
- 2008년: 한국상하수도백년사 발간
- 2009년: 수돗물홍보협의회 발족
- 2011년: 제7대 및 제8대 박원순 협회장 취임 (서울특별시장)
- 2015년: 제9대 및 제10대 권영진 협회장 취임 (대구광역시장,  기타공공기관·공직유관단체 지정
- 2019년: 제11대 이용섭 협회장 취임 (광주광역시장)
- 2022년: 제12대 강기정 협회장 취임 (광주광역시장)
- 2025년: 제13대 유정복 협회장 취임 (인천광역시장)

## 조직

### 총회

#### 한국상하수도협회장
- 감사.

##### 부회장
- 이사회/운영이사회
  - 특별위원회
    - 기획위원회
    - 기술위원회
    - 검인증위원회
    - 교육·홍보위원회
    - 물산업·해외협력위원회

##### 상근부회장
- 사무총장
  - 기획운영처
  - 물산업인재교육원
  - 상하수도인증원
  - 하수도전략사업단
  - 물산업지원처
  - 회원지원처